# Codice Veronica
Codice Veronica (Code Veronica) è un romanzo di fantascienza e horror scritto nel 2001 da S.D. Perry come adattamento del capitolo Resident Evil Code: Veronica della serie videoludica di Resident Evil.

## Trama
Rodrigo Juan Raval giunge davanti alla prigione di Claire Redfield, che ormai ritiene inutile tenerla prigioniera dandole così una possibilità di fuga. Il motivo di ciò  è l'arrivo degli aerei della Umbrella con bombe contenenti del virus T infettando di fatto l'isola su cui Claire è tenuta prigioniera. La prigionia della ragazza comincia quando viene arrestata dallo stesso Rodrigo in uno dei quartier generali della Umbrella Inc. a Parigi. Scoperta e inseguita da Rodrigo, viene infine catturata e fatta prigioniera in una sperduta isola Rockfort Island, anch'essa parte delle proprietà della Umbrella, attualmente governata da Alfred Ashford e dalla sorella gemella Alexia.
Claire decide di fuggire al di fuori della fortezza. Dopo aver recuperato un coltello da combattimento nei pressi della propria cella, si ritrova nel cimitero e circondata da zombi riesce a scappare. Successivamente incontra Steve Burnside, un giovanotto recluso qualche tempo prima. Inizialmente il giovane tratta Claire con sufficienza e decide di allontanarsi da lei mentre Claire riesce a trovare una pistola e delle munizioni in alcuni zombi uccisi dal ragazzo.
Intanto Alfred decide di andare nella sala monitor, nel mentre si convince che la diffusione del virus sia colpa della nuova prigioniera secondo un piano tramato dalla Umbrella.
Claire dopo essere uscita dal cimitero si mette all'inseguimento del ragazzo, seguendo le sue tracce fino al canile. Dopo averlo trovato cerca di convincerlo a rimanere uniti, riesce anche a trovare un PC acceso per poter inviare una mail a Leon Scott Kennedy e avvisare la squadra che è ancora viva e si trova su un'isola di Coordinate 37° Sud e 12° Ovest.
Intanto a Parigi in uno scantinato Chris Redfield e Barry Burton si stanno preparando per combattere, Rebecca Chambers, David Trapp, John Andrews sono a Londra per acquistare delle armi e Jill Valentine è in viaggio e sta per arrivare. Leon nell'altra stanza riceve il messaggio di Clair e dopo aver avvisato Chris, il gruppo decide di mandare Chris in solitaria.
Intento a fuggire, Steve si trova costretto a uccidere un altro paio di cani zombi prima di entrare nella villa degli Ashford. Intanto Claire seguendo le tracce del giovane lo raggiunge. Claire facendo l'ingenua convince Steve a partire insieme dopo che lui la informa della presenza di un molo sull'isola. Sentendosi in debito con Rodrigo, chiede a Steve di darle la possibilità, di portare almeno un medicinale alla guardia che l'ha salvata. Claire torna indietro e Steve trova e comincia a sistemare un piccolo sommergibile. Alfred vede Claire a spasso per il cortile della villa, prima gli spara, poi la chiude in trappola dentro una stanza facendola combattere contro un primo Hunter. Dopo aver superato la delusione della precoce morte del primo Hunter eliminato con troppa facilità le scatena un secondo mostro. Claire viene colpita ma dopo un po' di stordimento iniziale viene salvata da Steve arrivato in tempo per trucidare il mostro e liberarla da Alfred. Dopo aver ucciso i due Hunter i due si dirigono verso il molo ma arrivati verso la spiaggia cadono da una balconata di legno marcio. Al disotto si scontrano con un infetto, il padre di Steve, anche lui arrestato. Dopo un primo smarrimento iniziale Steve trova il coraggio di ucciderlo e aiuta Claire a rialzarsi dopo aver battuto la caviglia. Steve colto da uno stato di angoscia, viene lasciato solo, Claire torna da Rodrigo per portargli un po' di conforto e medicinali. La guardia informa la ragazza di un eventuale villa, dietro quella da lei già visitata, le chiavi (oltre ad aprire porte su tutta l'isola) si trovano dietro una stanza nascosta apribile tramite vari enigmi.
Uscendo si reincontra con Steve, ripresosi dal suo stato di impotenza, insieme decidono di dirigersi nella villa privata degli Ashford. Qui, sentendo una porta chiudersi al piano superiore decidono di salire le scale ed entrare. Di fronte a loro si pone Alexia Ashford, che gli rammenta il loro sotto stato sociale di non nobiltà e del grande disturbo che stanno arrecando. I due intrusi non indietreggiano, Alfred specchiandosi con in mano la parrucca bionda della sorella, si rende conto della situazione e scappa inorridito. I Claire e Steve decidono di fuggire verso il molo e salgono su un piccolo aliscafo per fuggire da quell'inferno. Ma Alfred, come ultimo tentativo, istruisce un Hunter per entrare nel loro velivolo. I ragazzi sentendo un rumore si voltano entrambi, Steve essendo in grado di pilotare l'aliscafo indica come problema un'apertura anomala nel portellone posteriore. Di comune accordo decidono che Steve (in quanto il più capace se pur non molto) rimarrà ai comandi e Claire andrà a vedere il problema trovandosi di fronte un nuovo Mr. X come avversario. Dopo una dura fuga in circolo riesce a farlo uscire dall'aereo insieme a qualche cassa vuota. Il tragitto prosegue tranquillo fino a quando Alfred non dirotta l'aereo in Antartide. Dopo lo schianto avvenuto in una base della Umbrella, i due decidono di proseguire la loro ricerca di un nuovo aereo insieme. Purtroppo per il sito è stato già infettato.
Arrivato anche Alfred, decide innanzitutto di armarsi, poi prendere delle provviste da portare al padre Alexander Ashford, usato come cavia umana per un esperimento con il Virus T-Veronica dai suoi due stessi figli. All'interno della base Claire e Steve si scontrano con Alfred facendolo cadere dentro il pozzo di trivellazione. Alfred malconcio, gli scatena contro una nuova creatura il Nosferatu (il padre trasformato da anni di torture dal Virus T-Veronica). Claire riesce a ucciderlo con un colpo diretto alla testa e a salvare Steve, scaraventato poco prima dal bordo della torretta di atterraggio per elicotteri sulla quale si trovano. Alexia risvegliata da dentro il suo sonno da quasi 10 anni dopo essere stata infettata dal virus T-Veronica, si risveglia vedendo il proprio gemello morto. Mentre cerca di dare conforto alle spoglie del fratello percepisce l'assenza del padre (da lei sentito vivo fino a qualche tempo prima), percepisce la presenza di altre creature morte e la presenza di Claire e Steve in Fuga con uno spazzaneve. Percependo i suoi nuovi poteri genera dei lunghi tentacoli che fermano i due giovani e scaraventa il loro mezzo verso uno degli edifici della Umbrella, percependoli entrambi in vita dopo l'impatto.
Chris Redfield dopo essere arrivato sull'isola incontra Rodrigo, l'uomo informa il ragazzo della fuga di Claire e del fatto che la ragazza lo abbia aiutato sull'isola. D'un tratto un Verme gigante ingoia Rodrigo, Chris utilizzando una granata uccide il verme. Rodrigo, se pur malconcio, indica a Chris dove poter trovare l'accendino lasciatogli da Claire prima di andarsene, accendino regalato da Chris a Claire anni prima. Albert Weskerdalla sala monitor di Rockfort Island vede uno sconosciuto aggirarsi tra le fogne ignaro dell'Hunter che lo aspetta. Alla visione dell'hunter, lo sconosciuto indietreggia per non farsi notare, ma non troppo tardi la creatura lo nota, l'estraneo gli lancia qualcosa. Di li a poco un'esplosione fa saltare il collegamento video.
Wesker capisce di non aver altra scelta se non uccidere personalmente quell'ultimo sopravvissuto e terminare la sua missione recuperando un campione del virus T-Veronica.
Quando si incontrano faccia a faccia Chris si rende perfettamente conto con chi dovrà confrontarsi. Il suo ex capo, ora però è molto più potente ed intenzionato ad ucciderlo. Dopo una breve colluttazione tra i due, Alexia palesa la sua presenza in Antartide da cui sia Wesker che Chris, separatamente giungono la.
Dopo il suo arrivo, Chris Trova Claire avvolta dentro un bozzo, La libera e lei le racconta di Steve. Appena giunti su una scalinata, un tentacolo li divide, Chris resta al piano inferiore dolorante, Claire sentendo un urlo di Steve corre a salvarlo. Wesker arrivato di fronte alla rampa di scale, trovatosi di fronte Alexia, decide in prima istanza di chiederle una collaborazione tra lei e la casa farmaceutica per cui lavora, al rifiuto della ragazza cerca di imprigionarla con la forza. Alexia si dimostra un avversario troppo ostico per Wesker e quest'ultimo decide di darsela a gambe levate, la stessa cosa che aveva fatto anche Chris prima dell'arrivo di Wesker sperando che Alexia non se ne accorgesse.
Claire dopo aver corso per i corridoi della villa, ritrova Steve in stato di semi-incoscienza. Il ragazzo la informa di essere stato contagiato da Alexia Con il virus T-Veronica. Di li a poco, il ragazzo comincia la sua mostruosa trasformazione cominciando una caccia serrata per uccidere la ragazza. Claire cerca di scappare, ma viene presa da un tentacolo e Steve ricordandosi di lei, anziché ucciderla, la libera tranciando di netto il tentacolo che la imprigionava. In un ultimo momento di lucidità il ragazzo le sussurra il proprio amore.
Intanto, Chris sfuggito alla furia di Alexia inizia una strenua ricerca della sorella. La ritrova con in braccio una creatura umanoide (Steve). I due corrono verso l'hangar per fuggire da quello stabilimento con un Jet. Prima di fuggire Chris decide di fermare Alexia attivano l'impianto di auto distruzione dello stabilimento. Alexia sopraggiunta nella stanza attacca Claire, Chris per distrarla le spara ma il colpo non ha alcun effetto se non dare la possibilità a Claire di fuggire. Dopo una prima serie di trasformazione Chirs riesce a indebolirla sparandole alle ali da libellula che le si erano generate. Successivamente recuperando un'arma laser la elimina.
Con il ronzio dell'allarme dell'auto distruzione corre dalla sorella per fuggire prima che tutto lo stabilimento esploda.
Dal canto suo Wesker non è molto felice di andarsene a mani vuote, in quanto Trent gli aveva ordinato di tornare con almeno un campione di virus T-Veronica.

## Edizioni
- S.D. Perry, Codice Veronica, Stefano Di Marino (traduttore), Urania, Mondadori, 2002.